# Szent Kereszt felmagasztalása templom (Tata)
A tatai Szent Kereszt felmagasztalása templom, köznapi nevén tatai nagytemplom vagy kéttornyú templom római katolikus plébániatemplom a Komárom-Esztergom vármegyei Tata belvárosában, amely egyházi közigazgatás szempontjából a Győri egyházmegye kötelékébe, ezen belül, a Tatai espereskerületbe tartozik. Az Esztergomi bazilika után Komárom-Esztergom vármegye második legnagyobb temploma. A város nagy jelentőségű, copf és késő barokk stílusú műemléképülete.

## Története
A tatai városrész főterén már a középkorban is állt egy plébániatemplom, ám a 18. századra már meglehetősen romos állapotba került, ezért 1751-ben, annak felváltására új plébániatemplomot alapítottak. Ez utóbbit eredetileg Szent Márton tiszteletére kívánták felszentelni, de végül is az időközben tönkrement, gótikus stílusban épült várkápolna Szent Kereszt titulusát örökölte. A kegyúri templom helyéül a főtér felett emelkedő magaslatot, az egykori kőbánya dombját szemelték ki, így a tájból messzire kiemelkedő szakrális építmény jött létre.
A  templom terveit a tataiak Franz Anton Pilgram bécsi építésztől rendelték meg, az alapkőletételre 1751. október 24-én került sor. Az építkezés levezénylését azonban, a munkák meglehetős elhúzódása miatt idővel Fellner Jakab helyi lakos építészre bízták rá, aki több helyen át is dolgozta Pilgram terveit. A tornyok 1777-ben készültek el, a toronyóra 1778-ban került a helyére; a teljes befejezést azonban Fellner 1780-ban bekövetkezett halála miatt nem érte meg, így az építkezést korábbi segédje, Grossmann József fejezte be, 1784-ben. Mindezek ellenére a tatai lakosság alapvetően Fellnert tekinti a nagytemplom alkotójának.
A templom előtti teret 1940-ben rendezték, Wälder Gyula tervei alapján, ugyanekkor állították fel a bejárattól nem messze Fellner Jakab Ungvári Lajos által készített, egész alakos szobrát.
Az 1990-es évek végére a templom állaga leromlott. A több lépcsőben megszervezett renoválás  keretében először a tető felújítását végezték el. A 2000-es évek elején megtörtént a templom vakolása is, a meglazult toronysisakokat pedig 2009-2010 folyamán vörösréz lemezzel burkolták újra.
2011 óta a templom melletti térrész II. János Pál pápa nevét őrzi.

## A templom épülete
A kéttornyú, egyhajós épület külső és belső díszítésében egyaránt a késő barokk korszak népszerű ornamense, a levelekből font füzérdísz uralkodik, melyről e korstílus a copf elnevezést nyerte. A főhajó kétboltszakaszos, csehsüveggel fedett; a szentély a főhajónál szűkebb terű. A tornyok csaknem 60 méter magasak, mindkettőt barokk sisakkal zárták le. A templom tornyai magassága okán Komárom-Esztergom vármegye harmadik legmagasabb épülete.

## A templom berendezése
A templombelső központjában a copf stílusú főoltár áll, mely vörös márványból készült; oszlopos építményében a Kálvária faragott korpusza (Schweiger Antal alkotása) látható. A liturgikus tér legszebb dísze a márvány szentélyrács és a faragványokkal gazdagon ellátott szószék (Gött Antal alkotása), valamint Hubert Mauer 1799-ben alkotott festménye, mely Péter és Pál apostol búcsúját ábrázolja.
Kétoldalt összesen négy mellékoltárt helyeztek el, ezeket Szeplőtelen Szűz Mária (Maria Immaculata), Szent Anna, Szent Márton és a Szent Család nevére szentelték fel. Copf stílusúak a templom faragott padjai és gyóntatószékei is. A belső tér kialakítása a már említett mesterembereken felül, többek között Mohl Adolf és Mes János György nevéhez fűződik.
A sekrestyében a II. József által megszüntetett majki kamalduli remeteség templomának faragott sekrestyeszekrénye (1767) látható, amely a rokokó bútorművesség remeke.

## Harangok
A tornyok közül az északiban egy 560, a déliben pedig egy kb. 3200 kg súlyú harang lakik.

## A templom mint temetkezési hely
A templom kriptájában temették Károly Ambrus hercegprímás [akinek holtteste ma Esztergomban nyugszik] és Esterházy Ferenc grófot, valamint végrendelete szerint itt helyezték végső nyughelyére Fellner Jakabot is. Fellneren kívül itt nyugszik még több más, az uradalom szolgálatában működő korabeli mester, illetve művész is.

## A templom jelene
A templomban szentmisét általában hétfőn, csütörtökön és pénteken tartanak, 18 órakor. Minden hónap első szombatján 8:30-kor a máriapócsi kegykép oltáránál tartanak szentmisét. Vasárnap és egyházi ünnepnapokon délelőtt 10 órakor tartanak szentmisét.
A templomhoz tartozó Szent Kereszt-plébánia (más néven Tata I. plébánia) fíliái a mocsai Rózsafüzér királynője-plébánia, a kocsi Szentháromság plébánia és a naszályi Krisztus Király lelkészség.